# アンティグア・バーブーダ国王
アンティグア・バーブーダ国王（アンティグア・バーブーダこくおう、英語: King of Antigua and Barbuda）は、アンティグア・バーブーダの君主。同国の国家元首であり、イギリス国王が兼位する（人的同君連合）。1981年11月に英連邦王国の一国として独立したのに伴い、王位が設けられた。

## 概要
すべての行政権は王室が保持しており、アンティグア・バーブーダ国会での法の執行や、王室勅許状の発行、勅令の制定は王室の同意が必要であるが、実際には枢密院の助言と承認によりこれが執り行われるため、その権力は、議会において選挙にて選出された議員及びその中から選出された内閣と大臣、裁判官と正義によって運営されている。その他の王室の機能としては、首相の任命等があるが、これらは留保権限として取り扱われ、王室の重要な役割である。
現在においては、王室は主として、安定し継続した統治の保証であり、党派を越えて権力濫用を防ぐ安全装置として機能している。ほとんどの政治的権力は主権者（国民及び三権の長）によってのみ行使されている中で、王室の形式的及び儀式的な役割のほとんどは、王室（国王）の代表者としてのアンティグア・バーブーダ総督が行なう。
2022年9月、エリザベス2世女王の逝去にあたり、ガストン・ブラウン首相は3年以内に君主制を廃止するかどうかの国民投票を行う計画を発表した。
チャールズ3世のアンティグア・バーブーダ国王としての正式な称号は
Charles the Third, by the Grace of God, King of Antigua and Barbuda and of His other Realms and Territories, Head of the Commonwealth
神の恩寵による、アンティグア・バーブーダならびにその他の諸王国および諸領土の王、コモンウェルス首長、チャールズ3世
である。

## 国王の一覧
| 代 | 国王（女王）  | 国王（女王） | 出身家       | 在任期間                     | 在任期間     | 備考 |
| -- | ------------- | ------------ | ------------ | ---------------------------- | ------------ | ---- |
| 01 | エリザベス2世 |              | ウィンザー家 | 1981年11月1日 - 2022年9月8日 | 40年 + 311日 |      |
| 02 | チャールズ3世 |              | ウィンザー家 | 2022年9月8日 - （在位）      | 2年 + 185日  |      |